# Conidiobolus rhysosporus
Conidiobolus rhysosporus är en svampart som beskrevs av Drechsler 1954. Conidiobolus rhysosporus ingår i släktet Conidiobolus och familjen Ancylistaceae.   Inga underarter finns listade i Catalogue of Life.